# Christopher Charles Prowse
Christopher Charles Prowse (East Melbourne, Victoria, Austrália, 14 de novembro de 1953) é um ministro australiano e arcebispo católico romano de Canberra-Goulburn.
Christopher Prowse nasceu o terceiro de seis filhos de Frank Prowse e sua esposa Marian, nascida Atkinson. Ele frequentou a Escola Primária St. Francis Xavier em Box Hill e mais tarde o St. Leo's College em Box Hill. Ele então entrou no Seminário Maior do Corpus Christi College, estudando teologia e filosofia católica em seus campi Werribee (1972) e Clayton (1973–1980). Ele se formou em Bacharel em Artes pela Monash University em 1978 e em Teologia pelo Melbourne College of Divinity em 1979. Ele foi ordenado diácono em 1979 e serviu como diácono na paróquia de St. John em Mitcham. Em 16 de agosto de 1980, o arcebispo de Melbourne, Thomas Francis Little, o ordenou sacerdote. Posteriormente, ele serviu como capelão na Paróquia de Santa Maria dos Anjos em Geelong de 1981 a 1983 e na Paróquia de Santa Mônica em Moonee Ponds de 1984 a 1985. Ele foi então liberado para estudos de pós-graduação e em 1987 obteve um diploma em teologia moral pela Pontifícia Universidade Gregoriana. De 1988 a 2001 foi professor de teologia moral no Catholic Theological College. Em 1993 voltou a Roma para outra visita de estudo e em 1995 foi admitido na Pontifícia Universidade Lateranense após concluir uma dissertação intitulada Atitudes racistas em relação aos australianos aborígines à luz dos conceitos católicos contemporâneos de pecado social e conversão, supervisionada pela Pontifícia Alfonsiana associada Academia ao Dr. teológico PhD. Desde 1996, ele é pastor da Paróquia do Espírito Santo em East Thornbury, juntamente com suas atividades de ensino.
Em 2001, o Arcebispo Denis Hart o nomeou Vigário Geral da Arquidiocese de Melbourne e Moderador Curiae. Tornou-se também membro do Colégio dos Consultores. 
Em 6 de outubro de 2001, o Papa João Paulo II concedeu-lhe o título honorário de Capelão de Sua Santidade (Monsenhor).
O Papa João Paulo II o nomeou Bispo Titular de Bahanna e Bispo Auxiliar de Melbourne em 4 de abril de 2003. O arcebispo de Melbourne, Denis Hart, consagrou-o bispo em 19 de maio do mesmo ano; Os co-consagradores foram George Pell, Arcebispo de Sydney, e Francesco Canalini, Núncio Apostólico na Austrália.
Em 18 de junho de 2009, o Papa Bento XVI o nomeou ao Bispo de Sale. A posse (entronização) ocorreu em 15 de julho do mesmo ano.
O Papa Francisco o nomeou Arcebispo de Canberra-Goulburn em 12 de setembro de 2013. A posse ocorreu em 19 de novembro do mesmo ano. Além disso, em 27 de fevereiro de 2014, Francisco o nomeou consultor da Pontifícia Comissão para o Diálogo com o Judaísmo.
Durante a vacância da sede de 12 de setembro de 2016 a 22 de julho de 2020, administrou a Diocese de Wagga Wagga como Administrador Apostólico. Ele é Administrador Apostólico do ordinariato militar australiano vago desde 24 de maio de 2021.